# Lista de obeliscos em Roma

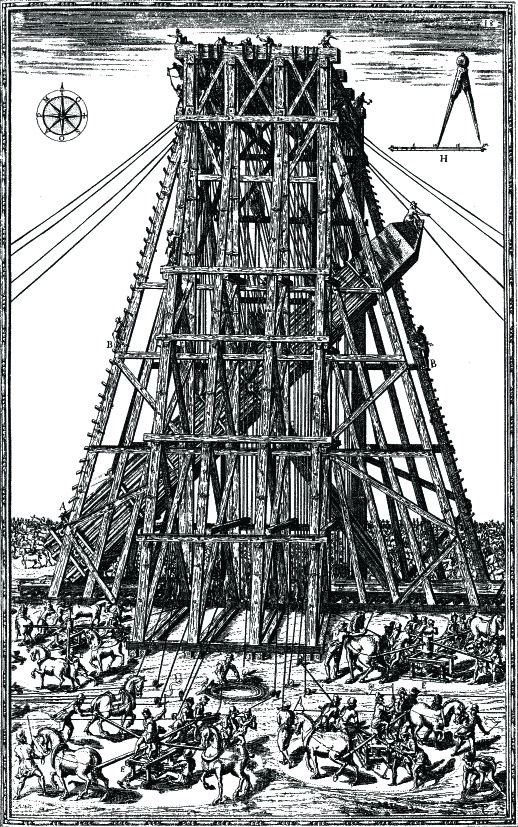
Gravura de Domenico Fontana mostrando um guindaste utilizado para elevar ou baixar obeliscos

A cidade de Roma é a que abriga a maior quantidade de obeliscos no mundo. Há oito obeliscos em Roma vindos do Egito Antigo e mais cinco da oriundos da Roma Antiga, juntamente com diversos outros obeliscos modernos. Até 2005, a cidade também tinha um obelisco do antigo Reino de Axum, removido da Etiópia depois da invasão italiana e devolvido em 2005.
O romanos antigos utilizavam navios pesados especiais chamados navios obelisco para transportar os monumentos pelo Nilo até Alexandria e, de lá, através do Mediterrâneo até Óstia Antiga, de onde eles eram depois transportados pelo Tibre até a capital imperial. Uma vez no local desejado, grandes guindastes eram empregados para erguer os grandes monólitos.

## Obeliscos do Egito Antigo
Pelo menos oito obeliscos criados na Antiguidade pelos egípcios foram trazidos para Roma depois da conquista romana.
| Imagem | Altura (incl. base) | Nome              | Construtor               | Localização                        | Coordenadas                      | Notas |
| ------ | ------------------- | ----------------- | ------------------------ | ---------------------------------- | -------------------------------- | --- |
|        | (32.18 m (45.70 m)  | Lateranense       | Tutemés III / Tutemés IV | Piazza di San Giovanni in Laterano | 41° 53′ 12,6″ N, 12° 30′ 17,2″ L | Obelisco mais alto de Roma e o mais alto obelisco egípcio antigo ainda em pé no mundo, pesando mais de 230 toneladas. Originalmente ficava no Templo de Ámon em Carnaquemapa. Foi levado para Alexandria juntamente com outro obelisco por Constâncio II e levado sozinho de lá para Roma, em 357, para decorar a espina do Circo Máximomapa. Depois de se perder durante a Idade Média, foi re-encontrado em três pedaços em 1587, restaurado com 4 metros a menos de altura pelo papa Sisto V e erguido em frente ao Palácio de Latrão e da Basílica de São João de Latrão no ano seguinte no exato local onde ficava a estátua equestre de Marco Aurélio (que se acreditava ser Constantino até então), que foi levada para decorar o centro da nova praça do Campidoglio, de Michelangelo, onde está até hoje. |
|        | (25.5 m (41 m)      | Vaticano          | Desconhecido             | Praça de São Pedro                 | 41° 54′ 08,1″ N, 12° 27′ 26,1″ L | Originalmente erguido no Fórum Júlio, em Alexandriamapa, pelo prefeito Cornélio Galo por ordem de Augusto em cerca de 30-28 a.C., este obelisco não tem hieróglifos, o que impossibilita sua identificação. Foi levado para Roma por Calígula, em 40, para a espina do Circo Vaticanomapa. Depois, foi realocado pelo papa Sisto V, em 1586, utilizando um método desenvolvido por Domenico Fontana. Foi o primeiro obelisco monumental erigido no período moderno e é o único obelisco em Roma que não caiu nenhuma vez desde o período romano. Durante a Idade Média, acreditava-se que esfera dourada no topo continha as cinzas de Júlio César. Fontana posteriormente removeu a antiga esfera metálica (atualmente num museu) e encontrou apenas poeira. Pedro Tafur, em suas "Andanças e Aventuras" (c. 1440) descreveu assim a torre: "Do outro lado está uma alta torre feita de um só pedaço de pedra, como um diamante de três cantos erguido sobre três pés de chumbo; e muitos, tomando-o por uma coisa sagrada, perambulam no local e na base da torre. Trata-se de uma obra realizada em homenagem a Júlio César e designada como seu sepulcro; e, no alto dela estão três grandes maçãs douradas nas quais estão as cinzas do imperador [sic] Júlio César e, certamente, é um edifício nobre e maravilhosamente ordenado e muito estranho. É chamado de agulha de César e nomeio e na base e mesmo no topo estão umas poucas letras antigas esculpidas na pedra que não agora não podemos mais ler, mas que, na realidade, relembram que o corpo de Júlio César foi enterrado aqui". |
|        | (24 m (36.50 m)     | Flaminio          | Seti I / Ramessés II     | Piazza del Popolo                  | 41° 54′ 38,6″ N, 12° 28′ 34,8″ L | Originalmente em Heliópolismapa, este obelisco foi levado para Roma por Augusto em 10 a.C. juntamente com o Solar e erigido na espina do Circo Máximomapa. Assim como o Lateranense, foi encontrado em dois pedaços em 1587 e reerguido pelo papa Sisto V dois anos depois. As fontes com os leões esculpidos foram acrescentadas à base em 1818. |
|        | (21.79 m (33.97 m)  | Solar             | Psamético II             | Piazza di Montecitorio             | 41° 54′ 02,5″ N, 12° 28′ 43,2″ L | Originalmente em Heliópolismapa, foi levado para Roma por Augusto em 10 a.C. juntamente com o Flamínio para servir de gnomon do relógio solar do Campo de Martemapa. Foi encontrado no século XVI, mas foi deixado enterrado. Redescoberto, foi erigido pelo papa Pio VI em frente ao Palazzo Montecitorio em 1792. |
|        | (26.34 m (14.52 m)  | Macuteo           | Ramessés II              | Piazza della Rotonda               | 41° 53′ 57,6″ N, 12° 28′ 36,3″ L | Era originalmente parte de um par no Templo de Rá, em Heliópolis, juntamente com o Matteiano, atualmente muito mais baixo, e foi levado para o templo de Ísis (Iseu) perto de Santa Maria sopra Minerva. Foi encontrado em 1373 perto de San Macuto e re-erguido a leste de Santa Maria in Aracoeli, no Capitolino. Depois, foi levado para seu local atual, na Piazza della Rotonda, em frente ao Panteão, pelo papa Clemente XI, em 1711, e instalado sobre uma fonte de Filippo Barigioni. |
|        | (25.47 m (12.69 m)  | Minerveo          | Apriés                   | Piazza della Minerva               | 41° 53′ 52,7″ N, 12° 28′ 39,2″ L | Fazia parte de um par de obeliscos vindos de Saís. Foi levado para Roma por Diocleciano para decorar o templo de Ísis (Iseu) que ficava perto de Santa Maria sopra Minerva. Encontrado em 1655, foi erguido em 1667 pelo papa Alexandre VII sobre uma base em forma de elefante projetada por Bernini na Piazza della Minerva. O outro obelisco do par está em Urbino. |
|        | (2? (6.34 m)        | Dogali            | Ramessés II              | Termas de Diocleciano              | 41° 54′ 07,8″ N, 12° 29′ 50,9″ L | Também era parte de um par vindo de Heliópolis (o outro está nos Jardins Boboli, em Florença), este obelisco decorava o templo de Ísis (Iseu) perto de Santa Maria sopra Minerva. Foi encontrado em 1883 por Rodolfo Lanciani perto de Santa Maria sopra Minerva. Atualmente comemora a Batalha de Dogali. Originalmente em frente à vizinha Estação Termini, foi levado para sua posição atual em 1924. |
|        | (22.68 m (12.23 m)  | Villa Celimontana | Ramessés II              | Villa Celimontana                  | 41° 53′ 00,2″ N, 12° 29′ 43,2″ L | Era parte de um par vindo do templo de Rá em Heliópolis juntamente com o Macuteo, que ainda tem a altura original. Levado para o templo de Ísis no Capitólio, foi encontrado no século XIV e erguido a leste de Santa Maria in Aracoeli, no Capitolino. Foi levado para a Villa Celimontana depois que Michelangelo redesenhou a praça no final do século XVI e se perdeu novamente. Seus fragmentos foram redescobertos e re-erguidos em 1820 no local. É o menor obelisco de Roma. |
| Imagem | Altura (incl. base) | Nome              | Construtor               | Localização                        | Coordenadas                      | Notas |

## Obeliscos da Roma Antiga
Pelo menos cinco obeliscos foram construídos no Egito durante o período romano a pedido de ricos cidadãos da cidade ou fabricados em Roma copiando originais egípcios.
| Imagem | Altura (incl. base) | Nome       | Construtor                  | Localização                     | Coordenadas                      | Notas |
| ------ | ------------------- | ---------- | --------------------------- | ------------------------------- | -------------------------------- | --- |
|        | (16.53 m (30+ m)    | Agonal     | Domiciano                   | Piazza Navona                   | 41° 53′ 56,3″ N, 12° 28′ 23,1″ L | Uma cópia encomendada por Domiciano e instalada no Templo de Ísis e Serápis. Foi levado para o Circo de Maxêncio por Maxêncio. Thomas Howard, 21º earl de Arundel, tentou comprar e levar os quatro pedaços ainda existentes para Londres no final da década de 1630, mas o papa Urbano VIII não autorizou a exportação. Foi instalado no topo da Fontana dei Quattro Fiumi, na Piazza Navona, por Bernini em 1651. Seu nome é uma referência à igreja Sant'Agnese in Agone, nas imediações. |
|        | (14.63 m (28.94 m)  | Quirinal   | Desconhecido                | Praça do Quirinal               | 41° 53′ 56,7″ N, 12° 29′ 11,9″ L | Ficava originalmente no flanco oriental do Mausoléu de Augusto e estava pareado com o Esquilino do outro lado. Foi encontrado em 1527 e re-erguido pelo papa Pio VI, em 1786, no monte Quirinal, perto da famosa estátua dos "Domadores de Cavalos" dos Dióscuros, encontrada nas Termas de Constantino e instalada na Piazza del Quirinale. |
|        | (14.75 m (25.53 m)  | Esquilino  | Desconhecido                | Praça do Esquilino              | 41° 53′ 53,4″ N, 12° 29′ 51″ L   | Ficava originalmente no flanco ocidental do Mausoléu de Augusto e estava pareado com o Quirinale do outro lado. Encontrado em 1527, foi re-erguido em 1587 pelo papa Sisto V atrás da Basílica de Santa Maria Maior. |
|        | (13.91 m (30.45 m)  | Salustiano | Cópia da época de Aureliano | Trinità dei Monti               | 41° 54′ 22,1″ N, 12° 28′ 59,6″ L | Fica no alto das escadarias da Praça da Espanha e é uma cópia da época do imperador Aureliano, do obelisco Flaminio de Ramessés II, mas em menor escala e feita para decorar os Jardins de Salústio. O obelisco foi encontrado pelos Ludovisi e levado para a Piazza di San Giovanni in Laterano, em 1734, mas não foi re-erguido na ocasião, o que só aconteceu em 1789 por ordem do papa Pio VI.                                                                                           |
|        | (19.24 m (17.26 m)  | Pinciano   | Adriano                     | Piazza Bucarest, Monte Pinciano | 41° 54′ 38,9″ N, 12° 28′ 47,1″ L | Encomendado por Adriano e erigido em Tivoli para decorar o túmulo de seu amado Antínoo. Foi levado para Roma por Heliogábalo para decorar a espina do Circo Variano. Foi encontrado no século XVI, perto da Porta Maggiore, e levado primeiro para o Palazzo Barberini e, depois, para o Vaticano pelo papa Clemente XIV. Foi finalmente re-erguido no local atual pelo papa Pio VII em 1822.                                                                                                |
| Imagem | Altura (incl. base) | Nome       | Construtor                  | Localização                     | Coordenadas                      | Notas |

## Obelisco de Axum
| Imagem | Altura (incl. base) | Nome             | Construtor | Localização            | Coordenadas | Notas |
| ------ | ------------------- | ---------------- | ---------- | ---------------------- | ----------- | --- |
|        | (124 m              | Obelisco de Axum |            | Piazza di Porta Capena |             | Este obelisco foi removido de Axum pelo exército italiano durante a ocupação italiana da Etiópia em 1937. Ele foi atingido por raios em maio de 2002 e, depois de ser restaurado, foi desmontado e devolvido à Etiópia em abril de 2005. |

## Obeliscos modernos
Há pelo menos mais cinco conhecidos obeliscos modernos em Roma:
| Imagem | Altura (incl. base) | Nome         | Construtor | Localização    | Coordenadas | Notas |
| ------ | ------------------- | ------------ | ---------- | -------------- | ----------- | --- |
|        | ND                  | Medici       |            | Villa Medici   |             | Cópia do século XIX de um original encontrado no local e enviado para Florença. |
|        | ND                  | Torlonia     |            | Villa Torlonia |             | Dois obeliscos encontrados em 1842 e feitos em granito baveno |
|        | (117.5 m            | Foro Italico |            | Foro Italico   |             | Em mármore carrara, foi originalmente dedicado a Benito Mussolini e com a inscrição "Mussolini Dux". |
|        | (145 m              | EUR          |            | EUR            |             | Localizado no centro do distrito EUR, foi construído para os Jogos Olímpicos de 1960 e dedicado, em 1959, a Guglielmo Marconi. Noventa e dois paneis em mármore branco ilustram a carreira de Marconi e cenas alegóricas. |

## Localizações anteriores de alguns obeliscos
- ↑ Lateranense em Karnak, Egito: 25° 43′ 07,46″ N, 32° 39′ 26,64″ L
- ↑ Lateranense no Circo Máximo, em Roma: 41° 53′ 06,31″ N, 12° 29′ 14,45″ L
- ↑ Vaticano no Fórum Júlio (Forum Iulium) em Alexandria, Egito: 31° 11′ 52,8″ N, 29° 55′ 09,12″ L
- ↑ Vaticano no Circo Vaticano, em Roma: 41° 54′ 05,82″ N, 12° 27′ 14,94″ L
- ↑ Flaminio em Heliópolis, Egito: 30° 07′ 46,3″ N, 31° 17′ 20″ L
- ↑ Flaminio no Circo Máximo, em Roma: 41° 53′ 12,73″ N, 12° 29′ 03,4″ L
- ↑ Solare em Heliópolis, Egito: 30° 07′ 46,3″ N, 31° 17′ 20″ L
- ↑ Solare no Campo de Marte, em Roma: 41° 54′ 10,23″ N, 12° 28′ 39,84″ L